# Kłamstwo to nowa prawda
Kłamstwo to nowa prawda – album zespołu Dezerter wydany w 2021 roku przez wydawnictwo Mystic Production.
Dla uzyskania lepszej jakości dźwięku album na  płycie winylowej odtwarzany jest na 45 RPM.
Album został nominowany do Fryderyków 2022 w kategorii album roku rock/metal.

## Lista utworów
1. Kłamstwo to nowa prawda – 2:29
2. Punkt bez powrotu – 2:08
3. Wszystkie lęki świata – 3:07
4. Zegar zagłady – 3:37
5. Odwet – 2:46
6. Dzień dobry, dzień zły – 3:01
7. Idziemy po was – 3:27
8. Izolacja – 4:22
9. Brunatny – 1:59

## Notowane utwory
| Tytuł                     | TurboTop |
| ------------------------- | -------- |
| „Kłamstwo to nowa prawda” | 1        |

## Twórcy
- Robert „Robal” Matera – gitara, śpiew, ukulele
- Krzysztof Grabowski – perkusja, instrumenty perkusyjne
- Jacek Chrzanowski – gitara basowa, śpiew, banjo

## Realizacja
- Kuba Galiński[4]